# Умаров, Ризван Сарутдинович
Ризва́н Сарутди́нович Ума́ров (азерб. Rizvan Sarutdinoviç Umarov; род. 5 апреля 1993, Ставрополь, Россия) — российский и азербайджанский футболист, нападающий петербургского «Динамо».
Выступал в составе национальной сборной Азербайджана.

## Биография
Пришёл в футбол благодаря своему отцу Сарутдину Умарову. В возрасте 17 лет переехал в Санкт-Петербург, где продолжил обучаться футболу в СДЮСШОР «Зенит», воспитанником которого и является. Имеет двойное гражданство — России и Азербайджана. Гражданство Азербайджана принял в 2012 году.

### Клубная карьера
Во время выступлений за молодёжную сборную Азербайджана привлёк внимание испанских селекционеров. В августе 2011 года прибыл на просмотр в «Валенсию» по приглашению испанского клуба, где тренировался вместе с дублем. В 2011—2013 годах выступал за испанские клубы «Кастельон» и «Эльче Илиситано».
С начала 2013 года выступал за молодёжный состав «Анжи». В феврале 2013 года принимал участие в тренировочных сборах молодёжной команды в Турции.
В июне 2014 года подписал контракт с клубом «Динамо» Санкт-Петербург.
В 2015 году выступал в первенстве ФНЛ 2015/16 за «СКА-Энергию». Зимой покинул хабаровский клуб. В феврале 2016 года подписал контракт эстонским клубом «Нарва-Транс».
Летом 2017 года перешёл в «Нефтехимик».
20 июня 2019 перешёл в «Ленинградец». По итогам мая 2021 года признан лучшим игроком ПФЛ группы 2. На июнь 2021 года считается лучшим бомбардиром в истории клуба. 8 июня 2021 года продлил контракт с клубом до конца сезона 2021/2022. 30 июня 2022 года расторг контракт по соглашению сторон и вскоре перешёл в «Ротор».
В 2023 году по обоюдному согласию разорвал контракт с «Ротором» и вернулся в петербургское «Динамо».

### Карьера в сборной
Дебют в составе юношеской сборной Азербайджана до 19 лет состоялся 6 октября 2011 года в шведском Фалькенберге во время отборочного матча чемпионата Европы против сборной Швеции (1:0). Провел на поле первые 77 минут матча.
Первую игру за олимпийскую сборную Азербайджана провёл 6 сентября 2012 года в квалификационном раунде чемпионата Европы против сборной Англии в Баку на стадионе «Далга Арена».
Дебютировал в составе национальной сборной Азербайджана 24 февраля 2012 года в Дубае, в товарищеском матче против сборной Сингапура. Провёл на поле первые 46 минут матча.

## Достижения
- Победитель Второй лиги: 2018/19 (зона «Урал-Приволжье»), 2022/23 (1-я группа)
- Бронзовый призёр зоны «Запад» Второй лиги: 2021/22
- Победитель Терсеры: 2012/13